# Clemens Åhfeldt
Oskar Clemens Pontus Åhfeldt, född 16 november 1860 i Norrtälje, död 21 april 1941 i Stockholm, var en svensk präst och lärare.
Clemens Åhfeldt var son till målarmästaren Fredrik August Åhfeldt och Desideria Charlotta Eleonora Lindström. Efter studentexamen i Uppsala 1879 studerade han vid Uppsala universitet, avlade teologie kandidatexamen 1886, prästvigdes 1889 och blev teologie doktor 1917. Efter vikariat som lektor i Stockholm blev han 1894 lektor i Vänersborg och 1895 vid Norra realläroverket i Stockholm, där han tjänstgjorde till 1927. Dessutom var han 1892–1908 religionslärare för hertigarna av Skåne, Södermanland och Västmanland samt blev pastor i Hovförsamlingen 1898, och tjänstgjorde där till sin död. Åhfeldt var högt aktad som lärare och en framstående talare. Han utgav predikningar och skrifter bland annat i psalmboksfrågan. Tidigt behandlade han även förhållandet mellan den kristna tron och den moderna kulturen samt gjorde en rad kulturpersonligheter som Waldemar Rudin, Viktor Rydberg, Esaias Tegnér, Johan Olof Wallin och Erik Axel Karlfeldt till föremål för undersökningar och minnesanteckningar.